# 杜伊拉拉梅
杜伊拉拉梅（法語：Douy-la-Ramée，法語發音：[dwi la ʁame] ⓘ）是法国塞纳-马恩省的一个市镇，属于莫城区。

## 地理
杜伊拉拉梅（49°3'59"N, 2°52'55"E）面积7.97 平方千米，位于法国法蘭西島大區塞纳-马恩省，该省份为法国北部内陆省份，北起瓦兹省，西接埃松省、马恩河谷省、塞纳-圣但尼省和瓦兹河谷省，南至卢瓦雷省，东南接约讷省，东临马恩省和奥布省，东北接埃纳省。
与杜伊拉拉梅接壤的市镇（或旧市镇、城区）包括：瓦斯里、皮雪、布雷日、福尔夫里、马西伊。

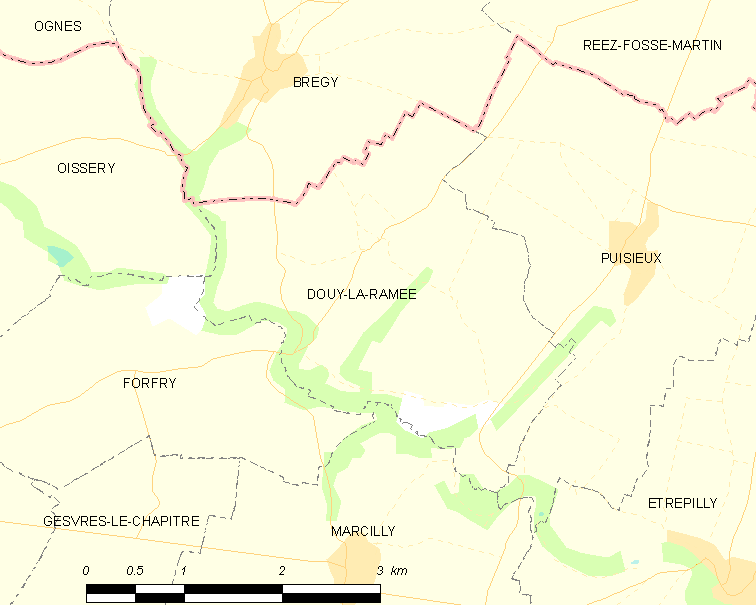
杜伊拉拉梅的OSM定位图

杜伊拉拉梅的时区为UTC+01:00、UTC+02:00（夏令时）。

## 行政
杜伊拉拉梅的邮政编码为77139，INSEE市镇编码为77163。

## 政治
杜伊拉拉梅所属的省级选区为拉费泰苏茹阿尔县。

## 人口

1962-2008年间杜伊拉拉梅人口变化图示

杜伊拉拉梅于2022年1月1日时的人口数量为388人。